# Taenaris dampierensis
Taenaris dampierensis är en fjärilsart som beskrevs av Rothschild 1915. Taenaris dampierensis ingår i släktet Taenaris och familjen praktfjärilar. Inga underarter finns listade i Catalogue of Life.